# Rob Davies

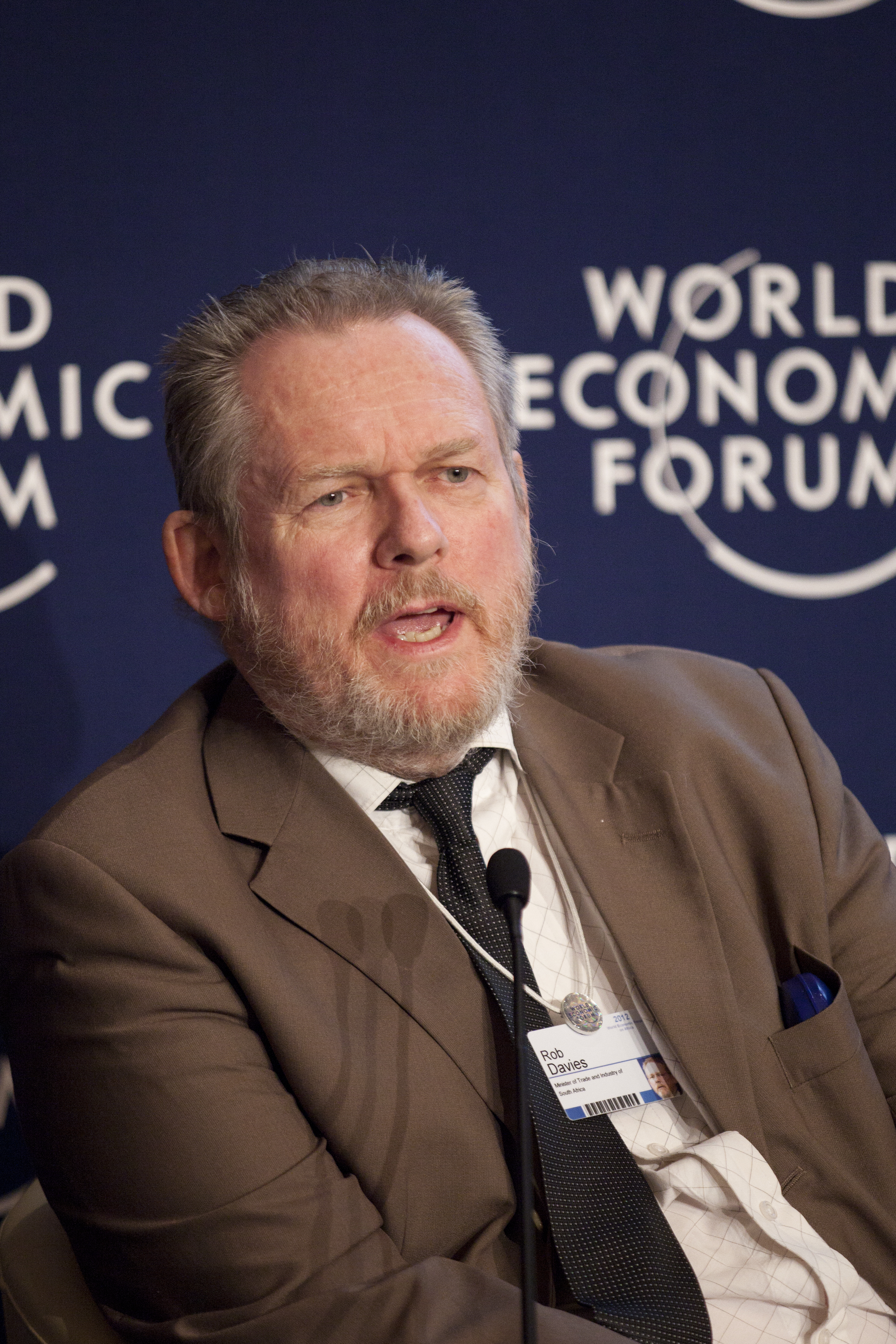
Rob Davies (2012)

Robert Haydn Davies, oft Rob Davies (* 12. Mai 1948) ist ein südafrikanischer Politiker des African National Congress (ANC) und von Mai 2009 bis Mai 2019 Minister für Handel und Industrie.

## Leben
Davies studierte nach dem Schulbesuch Wirtschaftswissenschaften an der Rhodes-Universität in Grahamstown und schloss dieses Studium 1969 mit einem Bachelor of Commerce in Economics ab. Ein anschließendes postgraduales Studium im Fach internationale Beziehungen an der University of Southampton beendete er 1971 mit einem Master of Social Science in International Relations. Anschließend promovierte er an der University of Sussex und erwarb dort 1977 einen Ph.D. im Fach Politikwissenschaften.
Zwischen 1979 und 1990 war Davies als politischer Analyst am Centro de Estudos Africanos der Eduardo-Mondlane-Universität in Maputo tätig.
Während seines Aufenthaltes in Mosambik war Davies zeitweise auch Mitglied der South African Communist Party (SACP).
Nach seiner Rückkehr im August 1990 nach Südafrika arbeitete Davies im Department of Economic Policy im Hauptquartier des ANC in Johannesburg und wurde Professor sowie Co-Direktor des neugegründeten Zentrums für Centre for Southern African Studies (deutsch etwa: „Zentrum für Studien im Südlichen Afrika“), das zur Universität des Westkaps in Bellville gehört. Diese Tätigkeit übte er bis 1994 aus. Des Weiteren war er als wissenschaftlicher Mitarbeiter für die Südafrikanische Entwicklungsgemeinschaft (SADC) tätig.
Seine politische Laufbahn begann Davies im Anschluss, als er 1994 auf der Liste des African National Congress erstmals zum Mitglied der Nationalversammlung gewählt wurde, und dieser seither angehört. Während seiner langjährigen Parlamentszugehörigkeit war er zunächst von 1996 bis 2004 Vorsitzender des Ausschusses für Handel und Industrie sowie im Anschluss zwischen 2004 und 2005 Vorsitzender des Finanzausschusses.
2005 wurde er Vizeminister im Ministerium für Handel und Industrie und damit der engste Mitarbeiter des damaligen Ministers Mandisi Mpahlwa. Nach der Wahl von Jacob Zuma zum neuen Staatspräsidenten Südafrikas wurde Davies von diesem am 10. Mai 2009 als Mpahlwas Nachfolger selbst zum Minister für Handel und Industrie im Kabinett Zuma I ernannt. Bei seiner politisch-administrativen Arbeit in diesem Ressort wurde er von den beiden Ministerstellvertretern Thandi Tobias und Maria Ntuli unterstützt. Nach den Wahlen 2014 behielt er seinen Ministerposten, ebenso im 2018 gebildeten Kabinett Ramaphosa I. Dem 2019 formierten Kabinett Ramaphosa II gehört er nicht mehr an.

## Publikationen (Auswahl)
- The white working class in South Africa. In: New Left Review 82 (1973), S. 40–59.
- Capital, State, and white labour in South Africa, 1900-1960: an historical materialist analysis of class formation and class relations. Atlantic Highlands, N.J., Humanities Press, 1979.
- The struggle for South Africa: a reference guide to movements, organizations, and institutions. London, Zed Books, 1985 (Mitautoren: Dan O’Meara, Sipho Dlamini).
- South African strategy towards Mozambique in the post-Nkomati period: a critical analysis of effects and implications. Uppsala, Scandinavian Institute of African Studies, 1985.
- The Kingdom of Swaziland: a profile. London, Zed Books, 1985 (Mitautoren: Dan O’Meara, Sipho Dlamini).